# Monster (пісня Шона Мендеса і Джастіна Бібера)
«Monster» (укр. Монстр) — пісня канадських співаків Шона Мендеса та Джастіна Бібера. Вони написали цю пісню разом із Даніелем Цезарем, Mustafa the Poet та продюсером пісні Френком Дьюксом. Вон була видана лейблами Island Records і Def Jam Recordings 20 листопада 2020 року як другий сингл з четвертого студійного альбому Мендеса Wonder (2020).

## Створення
Чутки про можливу співпрацю почалися в липні 2020 року після того, як менеджер Бібера Скутер Браун опублікував відео, на яких Бібер, Мендес і Торі Келлі джемлять біля піаніно. У серпні 2020 року Мендеса, Бібера та Гейлі Болдвін помітили в студії звукозапису Ендрю Ватта в Лос-Анджелесі, що підігріло припущення про майбутню співпрацю двох канадських виконавців. Під час інтерв'ю у програмі «Capital Breakfast» з Романом Кемпом 6 жовтня 2020 року Мендеса запитали, чи не відмовився він від співпраці з Бібером у вересні, на що той відповів: «Це ви намагаєтеся змусити мене підтвердити, що я співпрацюю Джастін Бібер? Цього не було минулого місяця». Він сказав, що для нього буде «божевільним» відмовлятись, враховуючи, що Бібер був одним із його улюблених артистів з дев'яти років. «Я не можу підтвердити або спростувати», — продовжив він, але додав, що їхні стосунки за останні шість місяців стали ближчими. «Насправді круто мати його як наставника різними способами, просто для того, щоб якось поспілкуватися, тому що не так багато людей, які займаються подібними речами», — додав він, охарактеризувавши Бібера як «химерно талановитого». Ця пісня стала першою, над якою два співаки працювали разом. В ексклюзивному інтерв'ю для Apple Music Мендес сказав Зейну Лову, що сингл «про те, як суспільство може поставити знаменитостей на п'єдестал і спостерігати, як вони падають». Мендес назвав її «однією з найбільш особливих пісень», яку він коли-небудь писав.

## Випуск
Вперше пісня була показана 29 вересня 2020 року, коли Мендес запустив інтерактивну VR-версію вебсайту альбому, в якому «сетлист» демонстрував трек під назвою «Monster» зі спеціальним гостем. 13 листопада 2020 року Мендес випустив офіційний треклист альбому, підтвердивши назву пісні, тоді як його співвиконавець залишився невідомим. 16 листопада 2020 року Мендес і Бібер опублікували 13-секундний тизерний кліп у соціальних мережах, офіційно оголосивши дату виходу колаборації, яка є другим синглом з альбому після «Wonder». У фоновому режимі тизера звучить синті-інструментальна мелодія, в якій назва пісні, дата виходу та імена двох виконавців накладені на чотири сцени на відкритому повітрі в слабо освітлених та туманних умовах, включаючи порожню вулицю з ліхтарями, ліс та порожній майданчик зі сходами. 18 листопада 2020 року Мендес та Бібер опублікували обкладинку пісні в соціальних мережах, а також посилання на попереднє замовлення на сингл, який включає лімітовані CD-сингли із двома різними ексклюзивними обкладинками, доступними у відповідних інтернет-магазинах співаків.

## Композиція
Лірично, пісня розповідає про підводні камені та тиск зірковості. Мендес заявив: «Це стосується того, як суспільство може поставити знаменитостей на п'єдестал і спостерігати, як вони падають, і це, здається, це розвага. І це важко».

## Музичне відео
Музичне відео було зрежисоване Коліном Тіллі та випущено на YouTube 20 листопада 2020 року. Відео зняте одним кадром і починається з того, що Мендес проходить лісом на кубову платформу зі сходами і продовжує свій виступ там, перш ніж до нього приєднується Бібер. Відеорежисер Рорі Крамер опублікував кілька знімків постановки в Instagram, в тому числі одне, на якому зображено кран на місці з платформою, яка дозволила оператору зняти відео одним кадром.

## Комерційна ефективність
Пісня дебютувала на 8 сходинці чарту Billboard Hot 100, ставши шостою для Мендеса і 21-ю для Бібера піснею, що дебютувала у першій десятці чарту в США. Пісня дебютувала на чолі чартів в Данії та Канади, ставши другим сингл Мендеса й одинадцятим синглом Бібер, що дебютував на першій сходинці канадського чарту. «Monster» також дебютував у першій десятці в більш ніж п'ятнадцяти країнах, включаючи Велику Британію та Австралію.

## Виконання наживо
Мендес і Бібер вперше виконали цю пісню на церемонії нагородження American Music Awards 2020 22 листопада 2020 року.

## Автори
Інформацію про авторів взято із сервісу Tidal.
- Шон Мендес — автор пісні
- Джастін Бібер — автор пісні
- Френк Дьюкс[en] — продюсування, автор пісні, інжиніринг запису
- Каан Гюнесберк — додаткове продюсування
- Метью Тавареш[en] — додаткове продюсування
- Даніель Цезар[en] — автор пісні
- Mustafa the Poet[en] — автор пісні
- Кріс Галланд — асистент зведення
- Джеремі Інгабер — асистент зведення
- Робін Флоран — інжиніринг зведення
- Менні Маррокін[en] — зведення
- Джордж Сіера — інжиніринг запису
- Джош Гудвін — інжиніринг запису, вокальне продюсування

## Чарти
| Чарт (2020)                               | Найвища позиція |
| ----------------------------------------- | --------------- |
| Аргентина (Argentina Hot 100)             | 87              |
| Австралія (ARIA)                          | 7               |
| Австрія (Ö3 Austria Top 75)               | 2               |
| Бельгія (Ultratop Flanders)               | 35              |
| Бельгія (Ultratip Wallonia)               | 2               |
| Канада (Canadian Hot 100)                 | 1               |
| Канада (CHR/Top 40) (Billboard)           | 15              |
| Канада (Hot AC) (Billboard)               | 9               |
| Чехія (Singles Digitál Top 100)           | 6               |
| Данія (Tracklisten)                       | 1               |
| Франція (SNEP)                            | 75              |
| Німеччина (Official German Charts)        | 6               |
| Угорщина (Single Top 40)                  | 4               |
| Угорщина (Stream Top 40)                  | 4               |
| Італія (FIMI)                             | 36              |
| Ірландія (IRMA)                           | 10              |
| Нідерланди (Dutch Top 40)                 | 18              |
| Нідерланди (Mega Single Top 100)          | 8               |
| Нова Зеландія (Recorded Music NZ)         | 8               |
| Норвегія (VG-lista)                       | 4               |
| Польща (Polish Airplay Top 100)           | 43              |
| Португалія (AFP)                          | 6               |
| Шотландія (Official Charts Company)       | 8               |
| Сінгапур (RIAS)                           | 4               |
| Словаччина (Singles Digitál Top 100)      | 5               |
| Іспанія (PROMUSICAE)                      | 41              |
| Швеція (Sverigetopplistan)                | 9               |
| Швейцарія (Media Control AG)              | 2               |
| Велика Британія (Official Charts Company) | 9               |
| США (Billboard Hot 100)                   | 8               |
| США (Adult Top 40) (Billboard)            | 19              |
| США (Mainstream Top 40) (Billboard)       | 19              |

## Історія випуску
| Регіон                | Дата              | Формат                                             | Лейбл           | Прим.         |
| --------------------- | ----------------- | -------------------------------------------------- | --------------- | ------------- |
| Різні                 | 20 листопада 2020 | CD-сингл цифрове завантаження потокове відтворення | Island Def Jam  | [ 37 ] [ 70 ] |
| Австралія             | 20 листопада 2020 | Contemporary hit radio                             | Universal       | [ 71 ]        |
| Італія                | 20 листопада 2020 | Contemporary hit radio                             | Universal       | [ 72 ]        |
| Об'єднане Королівство | 20 листопада 2020 | Contemporary hit radio                             | Island          | [ 73 ]        |
| США                   | 24 листопада 2020 | Contemporary hit radio                             | Island Republic | [ 74 ]        |